# São João do Manteninha (kommun)
São João do Manteninha är en kommun i Brasilien.   Den ligger i delstaten Minas Gerais, i den sydöstra delen av landet, 800 km öster om huvudstaden Brasília. Antalet invånare är 5 183.
Följande samhällen finns i São João do Manteninha:
- São João do Manteninha

Omgivningarna runt São João do Manteninha är huvudsakligen savann. Runt São João do Manteninha är det ganska glesbefolkat, med 32 invånare per kvadratkilometer.